# Danny Pino
Pour les articles homonymes, voir Pino (homonymie).
Daniel Pino, dit Danny Pino, né le 15 avril 1974 à Miami (Floride) est un acteur américain d'origine cubaine.

## Biographie
Après avoir été diplômé de la Florida International University, Danny Pino commença sa carrière dans la série télévisée Men, Women & Dogs.
Il est connu pour avoir interprété le rôle du Détective Scotty Valens dans la série télévisée à succès Cold Case (Cold Case).
En 2003, il interpréta Desi Arnaz, lui aussi d'origine cubaine, dans un film relatant la vie de la femme de ce dernier, Lucille Ball, intitulé Lucy.
Le 15 février 2006, Danny Pino et sa femme, Lilly donnent naissance à un garçon, appelé Luca Daniel, et le 5 juin 2007, ils deviennent parents d'un deuxième petit garçon appelé Julian Franco.
Parmi sa filmographie figurent également l'interprétation du terrifiant Armadillo Quintero dans la saison 2 de la série The Shield et un rôle dans Adieu Cuba (The Lost City) réalisé par Andy García.

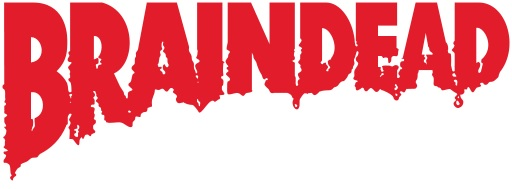

Le 28 juin 2011, il rejoint la distribution de New York, unité spéciale pour la treizième saison de la série. Il quitte la série à la fin de la saison 16. Le 30 novembre 2015, il rejoint la série BrainDead, un thriller comique américain où il joue le frère de la vedette principale. Il fait son retour dans New York, unité spéciale à l'occasion du 500e épisode de la série, en 2021.

## Filmographie

### Au cinéma
- 2005 : Between :  Victor
- 2005 : Rx
- 2005 : Adieu Cuba (The Lost City) : Alberto Mora
- 2006 : Flicka : Jack
- 2009 : Loin de la terre brûlée (The Burning Plain) : Santiago
- 2010 : Across the Hall : Terry
- 2011 : The Exodus of Charlie Wright : Gabriel Garza
- 2011 : The Book of Matthew : Jimmy
- 2020 : Fatale : Carter Heywood
- 2021 : Cher Evan Hansen (Dear Evan Hansen) :  Larry Murphy

### À la télévision
- 2001 : Men, Women & Dogs
- 2003 : Lucy : Desi Arnaz
- 2003 - 2010 : Cold Case : Détective Scotty Valens
- 2003 : The Shield : Armando "Armadillo" Quintero (saison 2)
- 2004 : NYPD 2069
- 2010 : Burn Notice : Daniel Scott
- 2011 - 2021 : New York, unité spéciale : Inspecteur Nick Amaro (saisons 13 à 16, invité saison 23)
- 2014 - 2015 : Chicago PD : Inspecteur Nick Amaro (2 épisodes)
- 2016 : BrainDead : Sénateur Luke Healy
- 2016 : Scandal : Alejandro Vargas (saison 5)
- 2017 - 2018 : Gone : John Bishop
- 2018 - 2023 : Mayans MC : Miguel Galindo
- 2019 : Au fil des jours : Tito (saison 3, épisodes 4 et 13)
- 2021 : The Good Fight : Ricardo Diaz (saison 5, épisode 5)
- 2024 : Hotel Cocaine : Roman

### Apparitions télévisées
- 2004 : The Sharon Osbourne Show, 1 apparition : Lui-même
- 2005 à 2010 : CBS Cares, 6 apparitions (1er janvier 2005, 2006, 2007, 2008, 2009, 2010) : Lui-même
- 2005 : The Late Late Show with Craig Ferguson, 1 apparition, épisode 69, saison 1 : Lui-même
- 2008 : Entertainment Tonight, 1 apparition : Lui-même
- 2010 : 25th Annual Imagen Awards yesterday : Lui-même
- 2012 : 52e Festival de télévision de Monte-Carlo : Lui-même

## Voix françaises
| Xavier Fagnon est la voix régulière de l'acteur. - Xavier Fagnon dans : - Cold Case : Affaires classées (série télévisée) - New York, unité spéciale (série télévisée) - Chicago PD (série télévisée) - BrainDead (série télévisée) - Scandal (série télévisée) - Gone (série télévisée) - Mayans M.C. (série télévisée) - Fatale - Cher Evan Hansen - The Good Fight (série télévisée) | et aussi - Thierry Ragueneau dans The Shield (série télévisée) - Frédéric Meaux (Belgique) dans Flicka - Emmanuel Garijo dans Hotel Cocaine (série télévisée) |

## Distinctions

### Nominations
- 2005 : Imagen Foundation Awards (Best Supporting Actor - Television) avec Cold Case (Cold Case)
- 2010 : 25th Annual Imagen Awards yesterday (Meilleur acteur pour son rôle de Scotty Valens )  dans Cold Case (Cold Case)
- 2015 : Imagen Foundation Awards  (Best Supporting Actor - Television) avec New York, unité spéciale